# Radio Nord

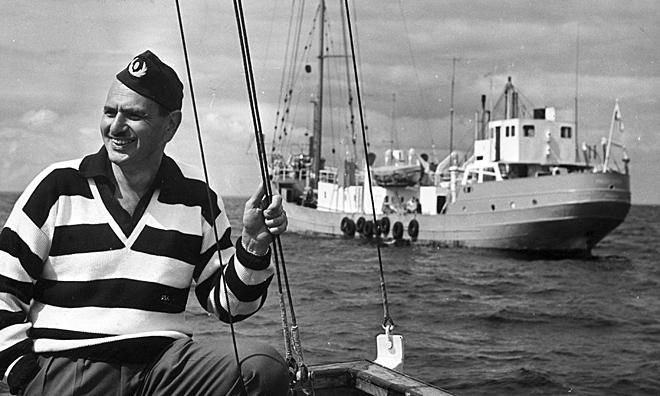
Kotschak vor der MS Bon Jour, der Sendestation des Senders

Radio Nord war der zweite kommerzielle Hörfunksender Schwedens. Er wurde vom 8. März 1961 bis 20. Juni 1962 betrieben.
Sendestation war das Schiff MS Bon Jour, das in internationalem Gewässer lag. Der Betreiber der Station war der finnisch-schwedische Produzent Jack S. Kotschak. Die Sendungen mussten eingestellt werden, nachdem der schwedische Reichstag ein Gesetz („Piratradiolagen“) gegen unlizenzierte Stationen verabschiedet hatte.
Radio Nord sendete ausschließlich auf Mittelwelle. Ausgestrahlt wurden Nachrichten, Sportberichte, Musik und Werbung. Die Sendungen konnten, wegen der nachts erhöhten Reichweite der Mittelwelle, in großen Teilen Schwedens gehört werden.
Die erste legal kommerziell betriebene Radiostation Schwedens war Radio Syd, welche 1958 ihren Sendebetrieb aufnahm und im Süden Schwedens auf UKW sendete.
In anderen europäischen Ländern existieren weitere Sender mit dem Namen  Radio Nord. So in Norwegen, Dänemark, Niederlande (siehe RTV Noord) und Südtirol. Radio Merkurs aus Lettland nannte sich vormals Radio Nord.